# Baptistkyrkan, Uppsala
Baptistkyrkan är en frikyrka i Uppsala, ansluten till Equmeniakyrkan. Församlingen grundades 1861 och är därmed den äldsta frikyrkan i Uppsala. Kyrkan stod klar 1886.

## Historik
Hösten 1861 bildades församlingen av nio personer, den första tiden höll församlingen till i olika hem inne i Uppsala. Församlingens första egna lokal stod färdigt 1 september 1872. Kapellet byggdes i hörnet av Dragarbrunnsgatan och Bangårdsgatan, alltså på den plats där församlingens kyrka fortfarande finns. Det första kapellet byggdes dock som ett provisorium. 
Församlingen hade startat söndagsskola 1869 och fick ganska snart många barn i den, ca 200 barn hade man under de följande 10 åren. Medlemsantalet växte och när församlingen fyllde 20 år hade man passerat 200-strecket. I februari 1885 revs kapellet och fick ge plats åt den nuvarande kyrkan som invigdes den 26 september 1886. Denna väldiga byggnad, som ritats av Carl Axel Ekholm blev dock till en ekonomisk börda för församlingen under många år.
Vid sekelskiftet 1900 var medlemsantalet 316 personer. 1911 hade församlingen 567 medlemmar. Då fanns det också 435 söndagsskolbarn och 330 medlemmar i den nystartade ungdomsföreningen. Under denna tid kom intresset för mission i andra länder att bli ett av församlingens kännetecken. Det var en av församlingens medlemmar, Oskar Andersson, som blev pionjär i Kongo. Efter honom följde många som blev missionärer på olika platser i världen. Under hela perioden 1920 till 1970 hade församlingen en stabil verksamhet med många barn- och ungdomsgrupper och olika sång- och körverksamheter. Söndagsskolan var den mest omfattande med upp till 10 olika grupper och över 500 söndagsskolbarn. Ett stort scoutliknande arbete startade på 1940-talet och kallades GK. Ett sätt att möta förändringarna på 1970-talet var att bygga en stadsdelskyrka i Valsätra 1976, Valsätrakyrkan.
Baptistkyrkans första föreståndare var Anders Sjölin. Bland pastorer och föreståndare märks namn som 
- 1871–1884 C.G. Lagergren
- 1919–1944 Theodor Wennström
- 1944–1957 Edvin Österberg
- 1957–1967 Per-Arne Aglert

År 2011 firade församlingen sitt 150-årsjubileum med bland annat medverkan av missionsföreståndare Karin Wiborn. År 2015 hade församlingen cirka 140 medlemmar, församlingens pastor var Charlotte Ljunghag-Nordling . Verksamheten bestod av gudstjänster, gemenskapsgrupper i hemmen, ungdomsgrupp, dagledigträffar, bistånds- och missionsarbete, själavårdsteam med mera.

## Orgel
- 1927 byggde Furtwängler & Hammer, Hannover, Tyskland en orgel med 20 stämmor, två manualer och pedal. Fasaden från orgeln finn bevarad i kyrkan. Den tillhör inte det nuvarande orgelverket.
- Den nuvarande mekaniska orgeln byggdes 1968 av Gebrüder Jehmlich, Dresden, Tyskland. Tidigare fanns en orgel med 6 stämmor i kyrkan.[2]

| Ryggpositiv I       | Huvudverk II        | Pedal            | Koppel |
| Gedackt 8'          | Rörpommer 8'        | Subbas 16'       | I/P    |
| Rörflöjt 4'         | Principal 4'        | Gemshorn 8'      | II/P   |
| Principal 2'        | Waldflöjt 2'        | Nachthorn 4'     | I/II   |
| Sivflöjt 1'         | Nasat 1 1⁄3'–2 2⁄3' | Basmixtur 4 chor |        |
| Sesquialtera 2 chor | Mixtur 4 chor       | Fagott 16'       |        |
| Cimbel 3 chor       |                     |                  |        |
| Vox humana 8'       |                     |                  |        |
| Tremulant           |                     |                  |        |